# Amore e vendetta - Zorro
Amore e vendetta - Zorro (Zorro) è una serie televisiva spagnola di azione-avventura prodotta da Secuoya Studio e interpretata da Miguel Bernardeau. Basata sul personaggio creato da Johnston McCulley, la serie ha debuttato su Prime Video il 19 gennaio 2024 negli Stati Uniti e il 25 gennaio in Spagna. La produzione, girata dall'estate 2022 all'inizio del 2023 nelle Isole Canarie in Spagna, rappresenta una "audace reinterpretazione" dell'eroe classico El Zorro.
In Italia la serie è andata in onda in prima serata su Canale 5 dal 7 al 21 gennaio 2025.

## Trama
Repubblica Messicana, 1833. Diego de la Vega torna in California a Los Angeles per vendicare l'omicidio di suo padre. Dopo aver assunto il titolo di Zorro, inizia la sua lotta contro Nah-Lin, una nativa americana che crede abbia rubato la sua eredità. Diego affronterà il Governatore, il leader malevolo della comunità cinese e un segreto.

## Episodi
| Stagione       | Episodi | Pubblicazione | Pubblicazione | Prima TV Italia |
| Stagione       | Episodi | USA           | Spagna        | Prima TV Italia |
| -------------- | ------- | ------------- | ------------- | --------------- |
| Prima stagione | 10      | 2024          | 2024          | 2025            |

## Personaggi e interpreti
- Diego de la Vega / Zorro, interpretato da Miguel Bernardeau, doppiato da Fabrizio De Flaviis.
- Lolita Márquez, interpretata da Renata Notni, doppiata da Emanuela Ionica.
- Governatore Pedro Victoria, interpretato da Rodolfo Sancho, doppiato da Guido Di Naccio.
- Nah-Lin / Falso Zorro, interpretato da Dalia Xiuhcoatl, doppiato da Rossa Caputo.
- Bernardo, interpretato da Paco Tous.
- Janus Carter, interpretato da Peter Vives, doppiato da Francesco Venditti.
- Lucia Marquez, interpretata da Elia Galera, doppiata da Giuppy Izzo.
- Tadeo Sánchez, interpretato da Andrés Almeida, doppiato da Pasquale Anselmo.
- Enrique Sánchez de Monasterio, interpretato da Emiliano Zurita, doppiato da Emiliano Coltorti.
- Mei, interpretata da Chacha Huang, doppiata da Giulia Catania.
- Samael, interpretato da Joel Bosqued, doppiato da Alessandro Sanguigni.
- Vanderveen, interpretato da Francisco Reyes, doppiato da Francesco Pezzulli.
- Harriet Jones, interpretata da Mireia Mambo, doppiata da Letizia Ciampa.
- Carmen de la Madrid, interpretata da Estibalitz Ruiz, doppiata da Alice Venditti.
- Irina Ivanova, interpretata da Ana Layevska, doppiata da Myriam Catania.
- Margarita, interpretata da Eva Camacho, doppiata da Laura Romano.
- Ramírez, interpretato da Christian Vázquez, doppiato da Davide Perino.
- Francisco de la Madrid, interpretato da Alosian Vivancos, doppiato da Ezio Conenna.
- Dottor Ros, interpretato da Toni Zenet, doppiato da Andrea Lavagnino.
- Andreyevich, interpretato da Oleg Kricunova, doppiato da Simone D'Andrea.
- Tchang, interpretato da Carlos Wu, doppiato da Fabrizio Vidale.
- Don Antonio, interpretato da Fele Martínez, doppiato da Antonio Sanna.
- Fratello maggiore di Nah-Lin, interpretato da Cristo Fernández, doppiato da Marco Giansante.
- Guadalupe, interpretata da Cecilia Suárez, doppiata da Francesca Manicone.
- Alejandro de la Vega, interpretato da Luis Tosar, doppiato da Giovanni Caravaglio.
- Corvo Notturno, interpretato da Cuauhtli Jiménez, doppiato da Raffaele Carpentieri.

## Produzione
La serie è creata e scritta da Carlos Portela, diretta da Javier Quintas, Jose Luis Alegría e Jorge Saavedra e prodotta da Secuoya Studio.
Le riprese di Zorro sono durate otto mesi, da luglio 2022 a febbraio 2023, nelle Isole Canarie. Le riprese sono avvenute nei comuni di Las Palmas, Arucas, Gáldar, San Bartolomé de Tirajana e Telde, così come nel parco Del Nublo e nel bacino vulcanico di Tejera. Il Sioux City Park sull'isola di Gran Canaria, nel frattempo, è stato chiuso al pubblico per tutta la durata delle riprese, al fine di costruire i set principali e girare parte della serie.